# Parapistocalamus hedigeri
Parapistocalamus hedigeri (коралова змія Хедігера) — вид отруйних змій родини полозових (Colubridae). Ендемік Папуа Нової Гвінеї. Вид названий на честь швейцарського біолога Хейні Хедігера. Це єдиний представник монотипового роду Parapistocalamus.

## Опис
Коралова змія Хедігера — невелика струнка змія, загальна довжина якої (враховуючи хвіст) становить 30 см, а максимальна зареєстрована довжина — 50 см. Голова дещо ширша за шию. Очі маленькі, зіниці округлі. Гладкі спинні луски формують посередині спини 15 рядів. Верхня частина тіла рівномірно коричнева, нижня частина тіла жовтувата. На шиї може бути світлий "комір".

## Поширення і екологія
Коралові змії Хедігера мешкають на півдні і сході острова Бугенвіль в архіпелазі Соломонових островів. Вони живуть у вологих тропічних лісах, серед гнилої деревини і опалого листя, на висоті до 650 м над рівнем моря. Ведуть прихований, напівриючий спосіб життя. Ймовірно, відкладають яйця.